# Wolfgang Schmidt (politico)
Wolfgang Schmidt (Amburgo, 23 settembre 1970) è un politico tedesco, dall'8 dicembre 2021 al 6 maggio 2025 ministro federale per gli affari speciali e capo della cancelleria nel governo Scholz. 
Giurista e membro del SPD, in precedenza è stato segretario di Stato presso il ministero delle Finanze sotto il ministro Olaf Scholz nel quarto governo Merkel dal 2018 al 2021.
Schmidt è inoltre dal 2002 anche uno stretto collaboratore di Scholz ed è considerato il suo spin doctor.